# Теорема Вейерштрасса о функции на компакте
Теоре́ма Вейерштра́сса — теорема математического анализа и общей топологии, которая гласит, что функция, непрерывная на компакте, ограничена на нём и достигает своих точных верхней и нижней граней.
Иногда (в учебных курсах) два утверждения (об ограниченности и достижимости границ) разделяются на две теоремы Вейерштрасса — первую и вторую соответственно.

## Формулировка теоремы
Теорема Вейерштрасса формулируется для непрерывных функций, действующих из заданного метрического пространства в множество вещественных чисел.

### Теорема Вейерштрасса для непрерывных функций
В математическом анализе рассматриваются числовые пространства, для которых компактными являются произвольные замкнутые и ограниченные множества. На вещественной прямой связные компактные множества — это отрезки, то теорема Вейерштрасса формулируется для отрезков:

Если функция {\displaystyle f} непрерывна на отрезке {\displaystyle [a,b]}, то она ограничена на нём и притом достигает своих минимального и максимального значений, т. е. существуют {\displaystyle x_{m},x_{M}\in [a,b]} такие, что {\displaystyle f(x_{m})\leqslant f(x)\leqslant f(x_{M})} для всех {\displaystyle x\in [a,b]}.

### Теорема Вейерштрасса для полунепрерывных функций
- Пусть функция {\displaystyle f\colon [a,\;b]\to \mathbb {R} } ограничена и полунепрерывна сверху. Тогда
{\displaystyle M=\sup \limits _{x\in [a,\;b]}f(x)<+\infty } и {\displaystyle \exists x_{M}\in [a,\;b]\colon f(x_{M})=M.}
- Пусть функция {\displaystyle f\colon [a,\;b]\to \mathbb {R} } ограничена и полунепрерывна снизу. Тогда
{\displaystyle m=\inf \limits _{x\in [a,\;b]}f(x)>-\infty } и {\displaystyle \exists x_{m}\in [a,\;b]\colon f(x_{m})=m.}

## Доказательство

### Доказательство теоремы для непрерывных функций
В силу полноты действительных чисел существует (конечная или бесконечная) точная верхняя грань {\displaystyle M=\sup _{x\in [a,b]}f(x)}. Поскольку {\displaystyle M} — точная верхняя грань, существует последовательность {\displaystyle x_{n}} такая, что {\displaystyle \lim f(x_{n})=M}. По теореме Больцано — Вейерштрасса из ограниченной последовательности {\displaystyle x_{n}} можно выделить сходящуюся подпоследовательность {\displaystyle x_{n_{k}}}, предел которой (назовем его {\displaystyle x_{M}}) также принадлежит отрезку {\displaystyle [a,b]}.
В силу непрерывности функции {\displaystyle f} имеем {\displaystyle f(x_{M})=\lim f(x_{n_{k}})}, но с другой стороны {\displaystyle \lim f(x_{n_{k}})=\lim f(x_{n})=M}. Таким образом, точная верхняя грань {\displaystyle M} конечна и достигается в точке {\displaystyle x_{M}}.
Для нижней грани доказательство аналогично.

### Доказательство теоремы в общем случае
Пусть {\displaystyle A} — компакт, и функция {\displaystyle f} непрерывна на {\displaystyle A}.
Рассмотрим совокупность множеств {\displaystyle V_{n}=f^{-1}{\big (}(-n,n){\big )}}, где {\displaystyle (-n,n)\subset \mathbb {R} } — открытый интервал. Эти множества суть открытые (как полные прообразы открытого множества при непрерывном отображении), и, очевидно, образуют покрытие {\displaystyle A}. По определению компакта из этого покрытия можно выделить конечное подпокрытие {\displaystyle V_{n_{k}}}, откуда имеем {\displaystyle \forall x\in A:f(x)<\max n_{k}}, ограниченность доказана. Достижение максимума и минимума легко доказать от противного, если рассмотреть функции {\displaystyle [f(x)-\sup f(A)]^{-1}}, {\displaystyle [f(x)-\inf f(A)]^{-1}}, и применить к ним только что доказанное утверждение.

## Замечания
В предположениях теоремы отрезок нельзя заменить на открытый интервал. Например, функция тангенс
{\displaystyle \operatorname {tg} \colon \left(-{\frac {\pi }{2}},\;{\frac {\pi }{2}}\right)\to \mathbb {R} }
непрерывна в каждой точке области определения, но не ограничена.